# Walter Giardino
Héctor Walter Giardino (Bajo Flores, Buenos Aires, 6 de marzo de 1960) es un guitarrista argentino, fundador y líder del grupo musical Rata Blanca. Es considerado como uno de los más influyentes guitarristas del heavy metal en español. Ha compartido escenario con músicos como Glenn Hughes, Tarja Turunen, Doogie White, Graham Bonnet, Joe Lynn Turner y Ronnie Romero. La revista Rolling Stone lo ubicó en el puesto N°14 en su lista de "Los 100 mejores guitarristas del rock argentino".

## Biografía

### Inicios
Walter Giardino nació el 6 de marzo de 1960 en el barrio Bajo Flores (en la ciudad de Buenos Aires). A los 10 años, para día de Reyes Magos, su familia le regaló una guitarra, y dos años más tarde ya estaba formando su primera banda con compañeros del colegio religioso al cual iba. Luego participó en pequeñas grupos de barrio que hacían covers de canciones de Creedence (1967), Deep Purple (1968) y Black Sabbath (1968). A los 19 años, durante el período del Servicio Militar Obligatorio, formaría una banda llamada Ensamble. 
No fue hasta 1981 que Walter Giardino armó junto a Gustavo Andino (exbaterista de La Máquina Infernal, primer grupo de JAF) y a Roberto Cosseddu —exbajista de Magnum 44 y posterior Kamikaze (1985)— un trío de hard rock llamado Punto Rojo, del cual también era el cantante. El grupo se destacó bastante dentro del ambiente under, pero nunca llegó a grabar un álbum. Participaron en un festival organizado por la Asociación Madres de Plaza de Mayo. El 14 de abril de 1983, Punto Rojo y Magnum 44 tenían previsto telonear a V8 (1979) en un concierto a realizarse en la Casa Eslovaca (ubicada en la calle José Mármol), bajo la organización de 10000 Watts. Pero finalmente Punto Rojo no se pudo presentar. Por intermedio de Enrique "Quiquín" del Castillo conoció al baterista de V8, Gustavo Rowek, de quien rápidamente se hizo amigo. En La Isla, un pub ubicado en la calle Monroe, se cruzó con los muchachos de W.C. (por entonces Saúl Blanch y Sergio Berdichevsky), y con Adrián Barilari, quien cantaba en Rompecabezas.

### V8
Punto Rojo se separó en 1984, sin llegar a grabar ningún álbum. Por ese entonces Ricardo Iorio y Alberto Zamarbide de V8 (1979) habían vuelto desde Brasil y debían conseguir reemplazantes para Osvaldo Civile y Gustavo Rowek. Giardino se unió al grupo, al igual que Miguel Roldán, de esa forma el grupo pasó a tener dos guitarras. También Andino, compañero de Giardino en Punto Rojo, entró a V8. Sin embargo, las canciones nuevas que componía Giardino no encajaban en el estilo del grupo y se las rechazaban. Giardino fue expulsado, y se intentó que Rowek volviera al mismo. No lo aceptó, pero se interesó por las canciones que Giardino había compuesto.

### Primera etapa con Rata Blanca
A Giardino y Rowek los acompañaron en un principio Yulie Ruth, bajista de Alakrán (1985), y el cantante Rodolfo Cava. Estos grabaron un demo de cuatro canciones compuestas por Walter GIardino, con el objetivo de enviarlo a Inglaterra; las mismas fueron: «Gente del sur», «Rompe el hechizo», «Chico callejero» y «La bruja blanca», las primeras tres formaron parte del primer álbum de Rata Blanca, el último aún no ha sido grabado en estudios. Luego de esto Giardino y Rowek decidieron seguir con el proyecto, pero se pasaron un buen tiempo ensayando antes de salir a tocar. El grupo se llamó musical Rata Blanca y salió a tocar por primera vez dos años después, en el Teatro Luz y Fuerza, un 15 de agosto de 1987. Por ese entonces ya había entrado el segundo guitarrista Sergio Berdichevsky, Guillermo Sánchez reemplazó a "Ruth" (que no se había ido de Alakrán, sino que estaba como favor hasta que el grupo consiguiera bajista estable) y también Saúl Blanch, en lugar de Cava. 
Desde entonces siguió adelante con la banda durante varios años, con diversos integrantes, logrando grabar, con Saúl Blanch en voz, su primer álbum con Rata Blanca en 1988, titulado con el mismo nombre del grupo. 
En 1990 graban su segundo álbum de estudio, Magos, espadas y rosas (ya con Adrián Barilari en voz y Hugo Bistolfi oficialmente en teclados). Este fue el álbum que los lanzó a la fama, tanto a Walter como a Rata Blanca, y que incluye sus dos canciones clásicas: "La leyenda del hada y el mago", y en especial "Mujer amante", que traspasó fronteras y fue más allá del público "heavy" en especial, llevándolos a recorrer todo el territorio argentino con la gira llamada "Por el camino del sol". Mientras el éxito seguía, grabaron su tercer álbum, Guerrero del arco iris, que fue presentado el 28 de diciembre de 1991 en el estadio de Vélez Sarfield ante mucho más de 40 mil personas, en el marco de la nueva gira musical llamada "Gira guerrera", que los llevaría a recorrer por completo el territorio argentino nuevamente. Esta gira se cerró con tres funciones en el Teatro Ópera tocando junto a la Orquesta de Cámara Solistas Bach. Luego de esto, el mercado local ya les quedaba chico, por lo que se dio comienzo a la gira "Tiempo de arco iris", que los llevó a recorrer todo Latinoamérica y Europa. Durante la misma, quedó registrado el DVD Gira por Europa y se grabó el cuarto álbum de estudio, El libro oculto, con 5 canciones y un estilo más pesado a los anteriores. 
Luego de esto Adrián Barilari y Hugo Bistolfi deciden dejar la banda. Ya sin Adrián y Hugo vendría la grabación de un nuevo álbum titulado Entre el cielo y el infierno, con Mario Ian en voces y Javier Retamozo en teclados. Siguieron con una gira internacional, tocando en México, Estados Unidos y España, y en Brasil fueron invitados al Monster of Rock, donde tocaron ante 100 mil personas. Pero mientras esto ocurría afuera, la popularidad del grupo comenzó a decaer a nivel local, los medios ya casi no hablaban del grupo musical. En 1996 se edita el álbum En vivo en Buenos Aires, con canciones grabados en 1992, en el cierre de la "Gira Guerrera". Y en 1997, ahora con Gabriel Marián en voces, Walter Giardino graba su séptimo y último álbum de esta primera etapa con Rata Blanca, titulado Rata Blanca VII. Después de esto, a comienzos de 1998, el grupo se desarma y Giardino sigue su carrera en solitario.

### Primera etapa con Temple
Luego de la separación de Rata Blanca (1998) formó el grupo solista Walter Giardino Temple junto a Norberto Rodríguez, Rubén Trombini en bajo, Pablo Catania en teclados y Martín Carrizo en batería. Grabaron un disco, y cerraron la tercera edición del Metal Rock Festival. Al poco tiempo Carrizo fue reemplazado por Fernando Scarcella.
El grupo entró en crisis cuando tocaron con Glenn Hughes. Interrogado sobre si subiría a tocar con él solo o con la banda, dijo que ellos no sabían tocar "Quemar" (en referencia al tema Burn); lo cual los ofendió y los motivó a dejar el grupo[cita requerida]. Giardino quedó solo, y sus excompañeros formaron otro llamado irónicamente Quemar. Sin embargo Fernando Scarcella volvió poco después junto a Giardino. Empezaron a componer temas para un segundo disco y a buscar reemplazantes.

### Segunda etapa con Temple y la vuelta de Rata Blanca
Finalmente la segunda formación de Temple la integraron Daniel Leonetti en el bajo, Miguel de Ipolla en los teclados, el mencionado Scarcella en batería y Adrián Barilari como cantante. Barilari, el cantante más reconocido de Rata Blanca, estaba en un principio de forma transitoria, hasta la llegada de un cantante estable para el grupo. Pero al irse Daniel Leonetti lo reemplazó Guillermo Sánchez, y con él ya eran 3 exintegrantes de Rata Blanca. Ante eso y el pedido de los fans de que vuelva Rata Blanca, decidieron simplemente reunir el grupo. Lo llamaron a Hugo Bistolfi, y también aceptó volver. Sin embargo, Gustavo Rowek y Sergio Berdichevsky prefirieron seguir con su propio grupo Nativo (1998), por lo que Scarcella siguió como baterista. Desde entonces con la vuelta de Rata Blanca continúan tocando por Latinoamérica, Estados Unidos y Europa, y ya han grabado siete discos: El Camino del fuego (2002), Poder vivo (en vivo; 2003), La llave de la puerta secreta (2005), El reino olvidado (2008), The Forgotten Kingdom (2009), Magos, espadas y rosas - XX aniversario (en vivo; 2010) y Tormenta eléctrica (2015).
En esta segunda etapa, Rata Blanca compartió escenario con artistas de la talla de Glenn Hughes, Tarja Turunen, Doogie White, Greg Smith (exbajista de Rainbow) y Graham Bonnet, entre otros.

### Tercera etapa con Temple
En esta etapa Rata Blanca (1985) no se separa y continúa con sus giras. A mediados de 2010, Doogie White hizo una gira por Argentina junto a Giardino, donde tocaron temas de Temple en inglés y de Rainbow (1975). A fin de ese mismo año, Giardino dio un concierto en Buenos Aires con Graham Bonnet.
En septiembre de 2012, reactiva el proyecto, de la mano de Joe Lynn Turner, con quien hace un par de presentaciones cantando temas de Rainbow (1975) y Deep Purple. Para esta presentación Giardino convocó a los siguientes músicos: Fernando Scarcella (batería), Danilo Moschen (teclados) y Pablo Motyczak (bajo). A su vez, invitó a Javier Barrozo (cantante de Magnos) para que interpretara los éxitos de la primera etapa de Temple.
A principios de 2016, se confirmó que nuevamente Walter Giardino realizaría algunos conciertos junto a Joe Lynn Turner en Argentina. Meses más tarde confirmaron que realizarían una gira por Argentina, Bolivia, Paraguay y Uruguay. Para estas presentaciones los músicos que acompañan a Giardino son: Fernando Scarcella (batería), Pablo Motyczak (bajo), Javier Barrozo (voz en español) y Javier Retamozo, quien fuera tecladista de Rata Blanca entre los años 1994 y 1997.
En julio de 2017, Ronnie Romero, vocalista de la actual formación de Ritchie Blackmore's Rainbow, dio a conocer en una radio española que en noviembre realizaría una gira junto a Temple, la cual comenzó a finales de octubre en Chile, y terminó en Europa en diciembre, pasando por países como Argentina, Escocia, Inglaterra, Alemania, República Checa, Austria y España.

## Discografía

### Con Rata Blanca
- Rata Blanca - 1988
- Magos, espadas y rosas - 1990
- Guerrero del arco iris - 1991
- El libro oculto - 1993
- Entre el cielo y el infierno - 1994
- En vivo en Buenos Aires - 1996
- Rata Blanca VII - 1997
- Grandes canciones (recopilatorio) - 2000
- La leyenda continúa (tributo con la participación de todos los integrantes de la historia de Rata Blanca) - 2001
- El camino del fuego - 2002
- Poder vivo - 2003
- La llave de la puerta secreta - 2005
- El reino olvidado - 2008
- The Forgotten Kingdom - 2009
- XX aniversario magos, espadas y rosas - 2010, en los estudios de la radio Rock and Pop
- Tormenta eléctrica - 2015
- Luna Park 2019 (En Vivo) - 2019

### Con Walter Giardino Temple
- Walter Giardino Temple - 1998

### Colaboraciones
- Gaia, de Mägo de Oz. Segundo solo de guitarra en "Van a rodar cabezas".
- Madrid Las Ventas, de Mägo de Oz.
- Sabbath Crosses, tributo a Black Sabbath.
- Barilari, de Adrián Barilari.
- Cuerdas vitales, de Carina Alfie.
- Larga vida al... volumen brutal. Canción «Los rockeros van al infierno», tributo a Barón Rojo.
- En tierra firme, de Ars Amandi. Solo de guitarra en «Tierra firme».